# Krajanów
Krajanów (niem. Krainsdorf) – wieś w Polsce, położona w województwie dolnośląskim, w powiecie kłodzkim, w gminie Nowa Ruda.
W latach 1975–1998 miejscowość administracyjnie należała do województwa wałbrzyskiego.

## Położenie geograficzne
Krajanów leży w północnej części Wzgórz Włodzickich, na pograniczu z Górami Suchymi w Sudetach Środkowych, w górnym biegu Marcowskiego Potoku.

## Integralne części wsi
| SIMC    | Nazwa     | Rodzaj     |
| ------- | --------- | ---------- |
| 0854305 | Bytkowice | przysiółek |

## Historia
Pierwsza wzmianka o Krajanowie pochodzi z 1353 roku, w 1423 roku było tu wolne sędziostwo. W 1631 roku Krajanów opisano jako dużą osadę z kościołem, w 1748 roku w miejscowości był młyn wodny, 97 gospodarstw i 21 rzemieślników. W 1840 roku były 102 budynki, w tym: kościół, szkoła katolicka, dwa folwarki i młyn wodny, we wsi nadal istniało wolne sędziostwo. Działało też 57 warsztatów bawełnianych i 20 lnianych, a więc większość mieszkańców trudniła się tkactwem. W 1870 roku był w Krajanowie dwór i karczma, od połowy XIX wieku miejscowość zaczęła się wyludniać. Po 1945 roku wieś została zasiedlona grupą górali podhalańskich, którzy początkowo kultywowali swoje tradycje i folklor. Z czasem tradycje te jednak zanikły, a miejscowość stopniowo wyludniała się.

## Zabytki
Do wojewódzkiego rejestru zabytków wpisane są obiekty:
- Kościół św. Jerzego w Krajanowie, filialny z XVII w., należący do parafii św. Mikołaja w Świerkach,
- park powstały po 1830 roku.

Inne zabytki:
- przykościelny cmentarz ze starymi nagrobkami,
- dwór (nieistniejący), pozostały ruiny kamiennej baszty, ogrodzenia, budynek gospodarczy – dawna stajnia pałacowa, obecnie dom nr 39[8].

## Kultura
W ramach II Festiwalu Góry Literatury 16.07.2016 r. został otwarty szlak pod nazwą Literackie wędrówki z domu dziennego do domu nocnego i odbyły się spotkania z pisarzami: Zbigniewem Kruszyńskim, z którym rozmawiała Justyna Czechowska, z Jackiem Dehnelem prowadzone przez Karola Maliszewskiego oraz z Piotrem Tarczyńskim i J. Dehnelem, współautorami książki Tajemnica domu Helclów, z którymi dyskutował Ireneusz Grin.

## Osoby związane z Krajanowem
W miejscowości okresowo mieszka Olga Tokarczuk, pisarka, laureatka Literackiej Nagrody Nobla za 2018 r.